# Micramma
Micramma là một chi bướm đêm thuộc họ Erebidae.